# Tambowski
Tambowski (russisch Тамбовский) ist ein Dorf (chutor) in Südrussland. Es gehört zur Republik Adygeja und hat 589 Einwohner (Stand 2019). Im Ort gibt es 8 Straßen.

## Geographie
Das Dorf im Südosten des Giaginski Rajon, am rechten Ufer des Flusses Fars, 3,5 km südlich des Dorfes Sergijewskoje, 37 km südöstlich des Dorfes Giaginskaja und 32 km nordöstlich der Stadt Maikop. Kurski, Georgijewskoje, Farsowski, Karzew, Kosopoljanski, Jekaterinowski sind die nächsten Siedlungen.